# Lennart Klefbom
Knut Lennart Klefbom, född 23 september 1937 i Luleå, död där 19 mars 2018, var en svensk skådespelare och regiassistent.

## Filmografi
- 1958 – Fröken April
- 1959 – Lejon på stan
- 1960 – Kärlekens decimaler (även regiassistent)
- 1960 – Dödens docka
- 1962 – Hans Brinker or the Silver Skates
- 1966 – Här har du ditt liv